# Lakhdar Boukhari
Pour les articles homonymes, voir Boukhari.
Lakhdar Boukhari (en arabe : لخضر بخاري) est un footballeur international algérien né le 13 avril 1964 à Chéraga dans la wilaya d'Alger. Il évoluait au poste d'arrière gauche.

## Biographie
Lakhdar Boukhari reçoit deux sélections en équipe d'Algérie en 1986. Il joue son premier match en équipe nationale le 23 août 1986, contre la Malaisie (nul 2-2). Il joue son dernier match le 14 décembre 1986, contre la Côte d'Ivoire (victoire 2-1).

## Palmarès

### En club
- Vice-champion d'Algérie en 1989 avec le MC Alger.

### En Sélection
- Vainqueur de la Coupe de l'independance d'Indonésie - Jakarta 1986